# Agazio Stoia
Agazio Stoia (Monopoli, 1592 – Napoli, 1656) è stato un architetto e gesuita italiano.
Fu uno degli architetti più attivi nell'Italia meridionale nell'imponente attività edificatoria della Compagnia di Gesù.

## Biografia
Appartenne a una famiglia di falegnami ed entrò nell'ordine gesuitico a 25 anni con appunto la qualifica di "faber lignarius". Fece il suo noviziato a Napoli e ricevette una formazione architettonica dal  senese padre Pietro Provedi che era il successore dal 1613 del padre Giuseppe Valeriano come architetto della Provincia gesuitica napoletana.
Rimase nell'ordine nonostante la richiesta dei familiari di farlo rientrare a casa in quanto ormai unico maschio della famiglia.
Negli anni successivi seguì numerosi cantieri, probabilmente su progetti di Provedi o addirittura di Valeriano. Lavorò a Napoli alla Casa professa del Gesù, al collegio Massimo di Napoli e al collegio S. Francesco Saverio della stessa città; poi ai collegi e le chiese di Aquila, di Benevento, di Salerno, di Chieti, di Massa Lubrense ed altre ancora.
Dopo la morte di Provedi divenne l'architetto di tutta la Provincia gesuitica napoletana e fu il supervisore di tutte le fabbriche gesuitiche del Meridione peninsulare nel secondo quarto del Seicento.  
Progettò il complesso del Noviziato dell'ordine a Napoli ( la futura "Nunziatella")